# Karl-August Fagerholm
Karl-August Fagerholm (31. prosinec 1901 Siuntio – 22. květen 1984 Helsinki) byl finský politik, představitel Finské sociálně demokratické strany. Byl premiérem Finska v letech 1948–1950, 1956–1957 a 1958-1959, vedl tři různé kabinety. V letech 1937-1943 byl ministrem zahraničí. Mnoho let byl předsedou finského parlamentu (1945–1947, 1950–1956, 1957, 1958–1961, 1965). V roce 1956 neúspěšně kandidoval na prezidenta. Pro svou jasnou orientaci na západ a boj za vstup do NATO byl velmi neoblíbený u sovětských politiků a finských komunistů. Byl příslušníkem švédské národnostní menšiny ve Finsku. Začínal jako odborář a odborářský novinář. V letech 1934-1965 byl předsedou největšího odborového svazu, od roku 1923 psal do odborářských novin Arbetarbladet, v letech 1934-1942 byl jejich šéfredaktorem.